# Большая Мача
Больша́я Ма́ча, в среднем и верхнем течении Ма́ча — река в России, протекает по территории Белинского, Тамалинского и Бековского районов Пензенской области. Длина реки — 53 км, площадь водосборного бассейна — 410 км².
Начинается из небольшого пруда к северу от села Затолокино. Течёт в северо-западном направлении по открытой местности, местами по оврагу с крутыми берегами, через урочище Мача-Анучино и населённые пункты Санниковка, Большая Корневка, Мача, Иваново-Наумовка, Исаевка, Щетинино, Степной, Куликовка, Калиновка, Наровчат и Бугровка. Устье реки находится в 26 км по левому берегу реки Чембар между сёлами Пушанино и Камынино.
Основные притоки — Вьянка (лв) и Мача (пр).

## Данные водного реестра
По данным государственного водного реестра России относится к Донскому бассейновому округу, водохозяйственный участок реки — Ворона, речной подбассейн реки — Хопер. Речной бассейн реки — Дон (российская часть бассейна).